# Mordviense Autonome Oblast
De Mordviense Autonome Autonome Oblast (Russisch: Мордовскаяавтономная область, Mordvijanska avtonomnaja oblast) was een autonome oblast in de Sovjet-Unie. De autonome oblast ontstond op 10 juli 1930  uit de kraj Midden-Wolga. De autonome oblast werd in 1936 verhoogd tot de Mordovische Autonome Socialistische Sovjetrepubliek, die in 1990 opging in de deelrepubliek Mordovië.